# Ginals
Ginals település Franciaországban, Tarn-et-Garonne megyében. Lakosainak száma 195 fő (2022. január 1.). Ginals Najac, Castanet, Caylus, Espinas, Parisot és Verfeil községekkel határos.

## Népesség
A település népessége az elmúlt években az alábbi módon változott:
| Lakosok száma | 203  | 201  | 213  | 207  | 205  | 202  | 200  | 195  | 195  |
|               | 2013 | 2015 | 2016 | 2017 | 2018 | 2019 | 2020 | 2021 | 2022 |